# 북평여자고등학교
북평여자고등학교(北坪女子高等學校)는 대한민국 강원특별자치도 동해시 천곡동에 있는 공립 고등학교이다.

## 학교 연혁
- 1961년 3월 8일 : 북평여자고등학교 설립인가(6학급)
- 1961년 4월 17일 : 초대 정상순 교장 부임
- 1961년 4월 26일 : 북평여자고등학교 개교
- 1962년 2월 12일 : 교가 인가(신봉승 작사, 박재열 작곡)
- 1969년 11월 23일 : 북평여자종합고등학교로 교명 변경(보통과 1, 상업과 1)
- 1983년 4월 9일 : 현 교사로 이전(송정동 → 천곡동)
- 1986년 10월 15일 : 북평여자고등학교로 교명 변경(보통과 21학급)
- 2004년 3월 1일 : 학칙 변경 인가(보통과 21학급)
- 2022년 3월 1일 : 제23대 김미숙 교장 부임
- 2025년 1월 7일 : 제64회 졸업식(155명) 졸업생 총계(14,028명)
- 2025년 3월 4일 : 2025학년도 입학식(신입생 160명)

## 참고 자료
- 북평여자고등학교 - 한국교육학술정보원 학교알리미